# 阿曼吐尔·木沙
阿曼吐尔·木沙（1965年—），男，柯尔克孜族，中华人民共和国医生，新疆维吾尔自治区乌恰县人民医院内科副主任，第十一届全国政协委员。

## 生平
2008年，当选第十一届全国政协委员，代表少数民族界，分入第四十九组。